# Tereza Cristina
Tereza Cristina Corrêa da Costa Dias o simplement Tereza Cristina (Campo Grande, 6 de juliol de 1954) és una enginyera agrònoma, empresària i política brasilera afiliada al Partit Progressista. És diputada federal i va ser Ministra d'Agricultura, Ramaderia i Proveïment del Brasil entre 2019 i 2022, en el gabinet de Jair Bolsonaro.

## Biografia
Tereza Cristina (com se la coneix en l'esfera política) va ser Secretària de Desenvolupament Agrari de la Producció, Indústria, Comerç i Turisme de Mato Grosso do Sul entre 2007 i 2014.
En les eleccions legislatives de 2014, va aconseguir una plaça de diputada federal. A mitjans d'aquella legislatura, va assolir el lideratge del grup parlamentari del que era el seu partit, el PSB. Amb motiu del procés de destitució de Dilma Rousseff, el PSB es va mostrar contrari a l'impeachment de Rousseff i al nomenament de Michel Temer. En desacord amb aquesta postura, l'octubre de 2017, Tereza Cristina va anunciar la baixa en el partit. Setmanes després, va passar a les files del partit Democratas.
El 2018, com a líder de la bancada ruralista (el conjunt de partits polítics que afavoreixen els negocis de l'agroindústria, va ser una de les principals responsables per l'aprovació del Projecte de llei nº 6.299/2002, que flexibilitzava les regles per la fiscalització, registre i ús de productes fitosanitaris en el país.
El gener de 2019, va passar a integrar el govern de Jair Bolsonaro, on va assumir el càrrec de Ministra d'Agricultura, Ramaderia i Proveïment. A començaments de 2022, va oficialitzar la seva sortida del DEM, afiliant-se al Partit Progressista. El 30 de març, Tereza Cristina va anunciar la seva dimissió del càrrec de ministra, reprenent el de diputada, amb vistes a les eleccions generals de 2022, on s'especulava que podria formar part de la candidatura de Bolsonaro per esdevenir Vicepresidenta de la República. No obstant, el 5 d'agost es va oficialitzar la seva participació en les eleccions al Senat del Brasil, càrrec que va assolir en vèncer les eleccions del 2 d'octubre.